# Groninger slenk

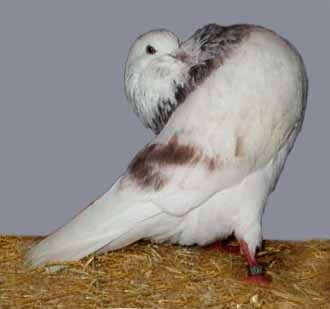
Een Groninger slenk

De Groninger slenk is een zeldzaam Nederlands duivenras en stamt af van de rotsduif. De Groninger slenk is vooral herkenbaar aan zijn gebogen nek.

## Kenmerken
De meest herkenbare eigenschap van dit ras is de zeer gekromde nek. De nek is zelfs nog iets gekromder dan de soortgelijke Gelderse slenk.
De ogen van een Groninger slenk zijn wit rond de pupil en worden geleidelijk rood naar de oogrand. Het dier heeft een lange, rechte snavel die per kleurslag een andere gewenste kleur heeft. De staart is breed en hangt door de gebogen houding van deze duif vaak op of net boven de grond. 
Zowel de Groninger slenk als de Gelderse slenk hebben een bijzondere manier van vliegen. Naast het standaard vliegpatroon van de duif, heeft dit ras een bepaalde 'sprong' in de vlucht. Ze slaan dan met een ruk van de vleugels naar beneden, waardoor het lichaam omhoog schokt. Verder doen slenkduiven ook een beweging genaamt 'trekken'. Hiermee houden deze duiven hun vleugels schuin naar beneden en behouden ze hun hoogte. Ten slotte doet de Groninger slenk ook aan 'zeilen', wat inhoud dat ze hun vleugels boven het lichaam houden, net als een zeil, om langzaam naar beneden te zeilen.  Een groot nadeel hiervan is dat dit ras niet gebouwd is op lange vluchten waar de duif als soort bekend om staat. De vogel kan vaak niet voor langere tijd vliegen, omdat de explosieve kracht van de vleugels vaak een beschadiging aan de slagpennen oplevert

### Kleurslagen[4]
- Roodbleek
- Geelbleek
- Rood
- Geel
- Wit
- Roodspar
- Geelspar

### Ernstige fouten
- Lang lichaam of lange staart
- smalle/spitse borst
- opgeblazen krop
- vlakke rug
- korte of stijve hals
- verkeerde oogkleur

## Oorsprong
Hoe dit duivenras precies is ontstaan is niet bekend. Het is wel bekend dat de Groninger slenk al voor de 17e eeuw in Nederland gehouden werd, en dan voornamelijk rondom Groningen. Dit is hedendaags nog steeds het geval. Zelfs de herkomst van de naam is onduidelijk. De naam zou namelijk zowel het slenken van de geologie kunnen beteken, maar ook afkomstig kunnen zijn van het Oost-Friese woord Schlenken (schommelen).
Hoewel weinig zeker is over de herkomst van dit ras, wordt sterk vermoed dat er enige verwantschap met de kropperduiven is. Zo lijkt de vlucht van de Groninger slenk enigszins op de Colillano kropper en andere Spaanse kropperrassen. Een theorie hiervoor is dat deze Spaanse duiven geimporteerd waren tijdens de tijd van de Spaanse Nederlanden en in Groningen gefokt werd met Nederlandse rassen.
Hoewel het ras dus al veel langer gehouden werd, heeft de Groninger sierduivenclub in 1930 een standaard voor het fokken van dit ras vastgesteld.
Dit ras wordt voornamelijk op vitaliteit en kracht gefokt. Het probleem daarmee is dat de Groninger slenk vaak niet zulke sterke dieren produceert, waardoor de zelfde dieren vaak in de fokkerij gebruikt worden en zodanig een groot inteeltrisico met zich meebrengen. Een ander inteeltprobleem in deze soort is dat het onderling kruisen van geelbleke kleurslagen en het kruisen van geel met geelbleke individuen vaak leidt tot blindheid in de kuikens. Om deze reden worden geelbleke dieren altijd met rode of roodbleke dieren gekruist.

## Fokkerij
Duiven zijn een populaire soort om tentoon te stellen tijdens kleindiertentoonstellingen, en zo ook dit ras. Tijdens deze tentoonstellingen wordt beoordeeld hoe goed een individuele duif binnen de erkende rasmaatstaven past. In het geval van de Groninger slenk zijn dat vooral oogkleur, kleur, tekening, vorm van de hals, de houding van de duif en het algemene voorkomen van de duif. Hoewel de Groninger slenk een officieel erkende soort is voor alle Nederlandse kleindiertentoonstellingen, zijn er echter niet veel fokkers die hun dieren daar tentoonstellen. Dit komt niet alleen door de schaarsheid van dit ras, maar ook door de complicaties die dit ras met zich meebrengt. Door de gebogen nek van dit ras, neemt het dier een vrij gebogen houding aan en hangt de staart dus op de grond. Dit maakt het erg lastig om het dier schoon te houden in het vrij kleine presentatiekooitje. Ook vinden sommige houders het niet prettig om hun duif in dat kooitje opgesloten te zien en zien hun duiven liever vrij rondvliegen.

## Status in Nederland
Er zijn slechts 80 duivinnen over, wat dit ras de status van 'kritiek' oplevert. De trend van de soort is stabiel, en in 1971 werd de Groninger Slenken Club opgericht naar aankondiging van de kritieke status van dit ras in het 1970.